# Verstoßene Soldaten
|  | Dieser Artikel oder Abschnitt wurde wegen inhaltlicher Mängel auf der Qualitätssicherungsseite der Redaktion Geschichte eingetragen (dort auch Hinweise zur Abarbeitung dieses Wartungsbausteins). Dies geschieht, um die Qualität der Artikel im Themengebiet Geschichte auf ein akzeptables Niveau zu bringen. Dabei werden Artikel gelöscht, die nicht signifikant verbessert werden können. Bitte hilf mit, die Mängel dieses Artikels zu beseitigen, und beteilige dich bitte an der Diskussion! |

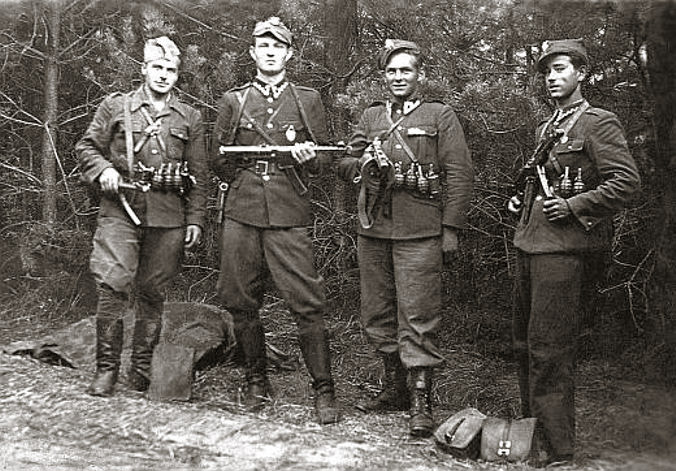
Polnische antikommunistische Widerstandskämpfer (Juni 1947)

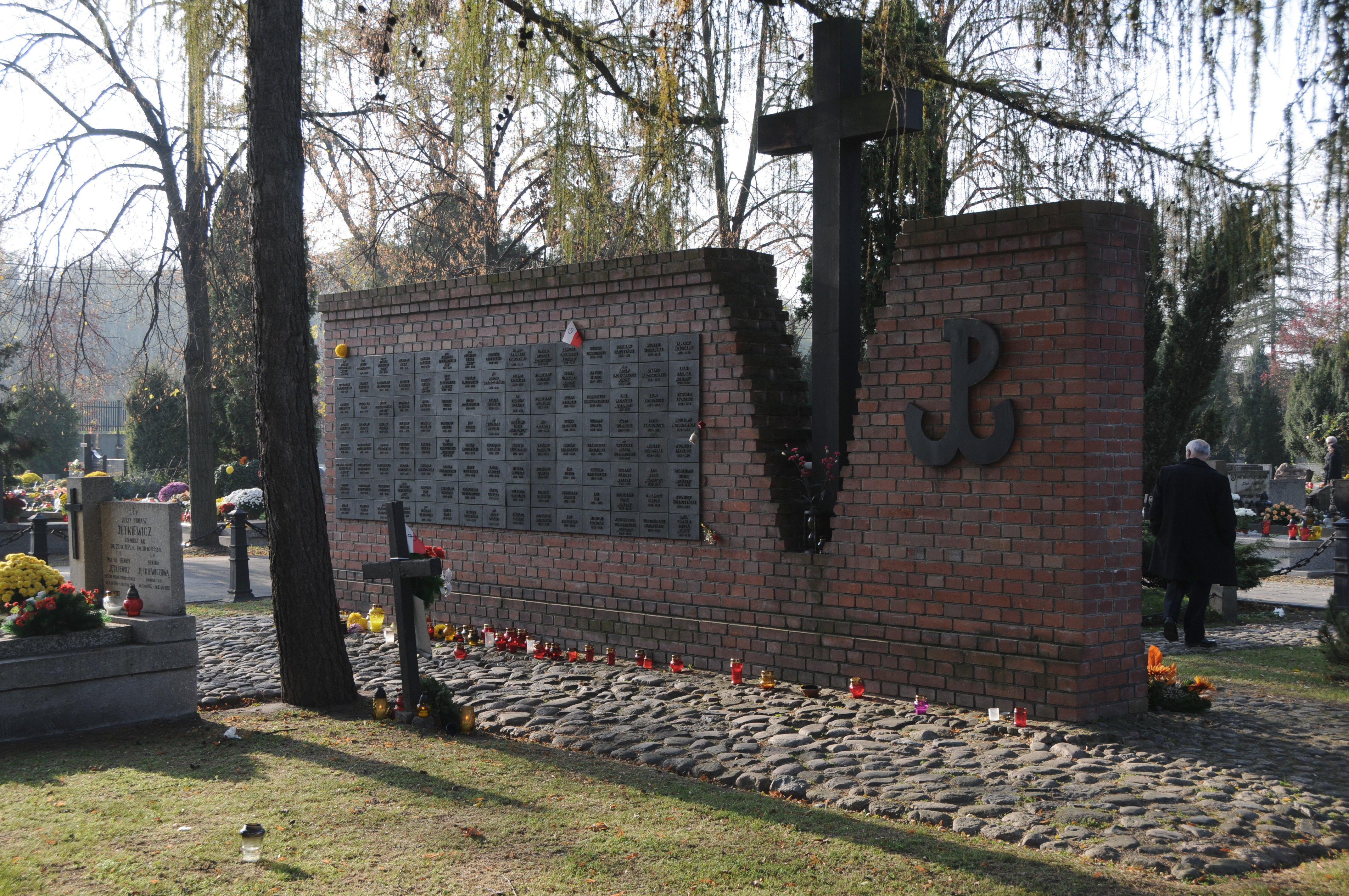
Kwatera na Łączce – Begräbnisstätte der ermordeten Verstoßenen Soldaten mit Kotwica auf dem Powązki-Friedhof

Verstoßene Soldaten (poln. Żołnierze wyklęci) werden polnische Widerstandskämpfer der antikommunistischen Untergrundorganisationen genannt, die in den Jahren 1944 bis 1963 in der Volksrepublik Polen gegen das pro-sowjetische kommunistische Regime gekämpft hatten, aber der politischen Verstoßung in der nachfolgenden Volksrepublik Polen ausgesetzt waren.

## Antikommunistische Widerstandsorganisationen
- Wolność i Niezawisłość (WiN) – Freiheit und Unabhängigkeit
- Narodowe Siły Zbrojne (NSZ) – Nationale Streitkräfte
- Narodowe Zjednoczenie Wojskowe (NZW) –  Nationale Militärvereinigung
- Konspiracyjne Wojsko Polskie (KWP) – Polnische Untergrundarmee
- Ruch Oporu Armii Krajowej (ROAK) – Widerstandsbewegung der Heimatarmee
- Armia Krajowa Obywatelska (AKO) – Bürgerliche Heimatarmee
- NIE (Abkürzung des Wortes Niepodległość – Unabhängigkeit)
- Delegatura Sił Zbrojnych na Kraj (DSZK) – Vertretung der Streitkräfte im Land
- Wolność i Sprawiedliwość (WiS) – Freiheit und Gerechtigkeit

Der letzte „Verstoßene Soldat“ – Józef Franczak – wurde am 21. Oktober 1963 in der Nähe von Piaski getötet.

## Nationaler Gedenktag der verstoßenen Soldaten

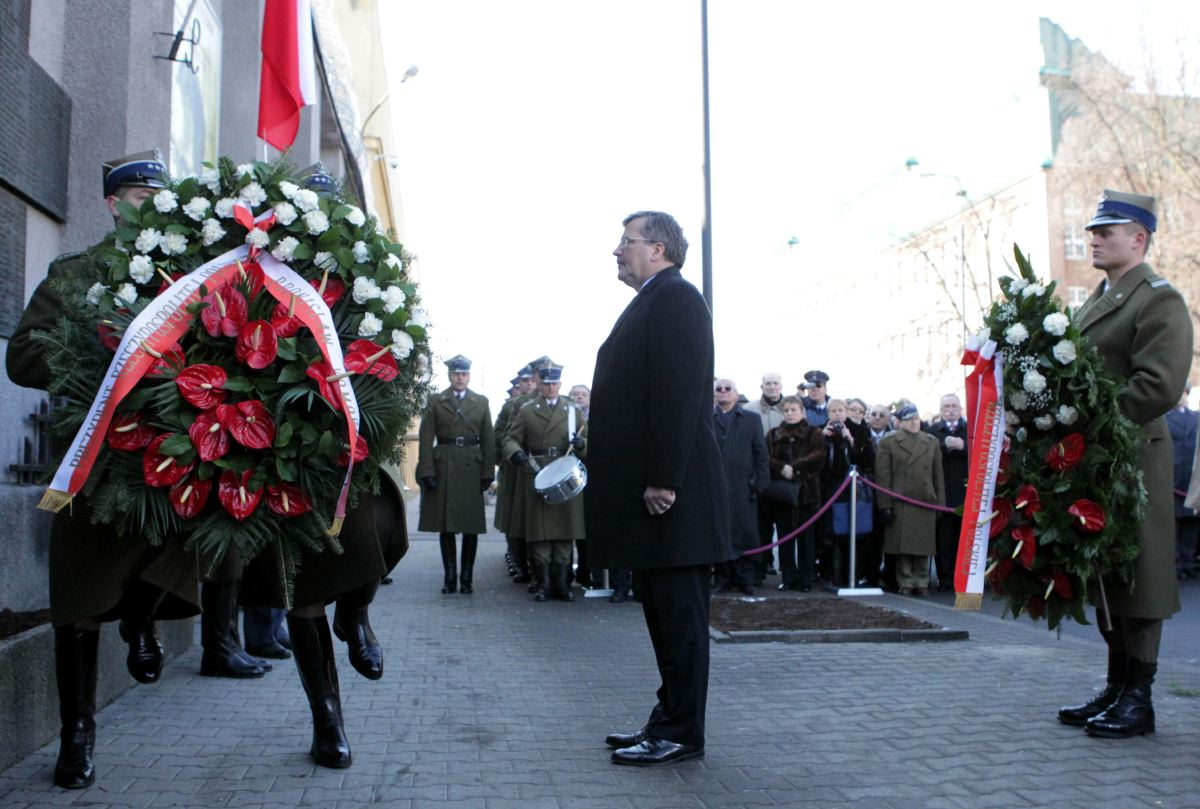
Staatspräsident Bronisław Komorowski an der Gedenktafel für die Opfer des kommunistischen Terrors vor dem Gefängnis Mokotów am Gedenktag der Verstoßenen Soldaten, 1. März 2011

Seit 2011 wird in Polen am 1. März der Nationale Gedenktag der Verstoßenen Soldaten (Narodowy Dzień Pamięci „Żołnierzy Wyklętych“) begangen.